# Passing on the Right
Passing on the Right: Conservative Professors in the Progressive University es un estudio de la extensión de un libro publicado en 2016 y escrito por Jon A. Shields y Joshua M. Dunn Sr. El estudio exploró la cuestión de la existencia de un sesgo académico progresista o anti-derechista en los Estados Unidos a través de entrevistas con 153 profesores de 84 universidades que se identifican como de derecha.

## Autores
Jon A. Shields es profesor asociado en el Departamento de Gobierno del Claremont McKenna College. Joshua M. Dunn Sr. es profesor asociado de ciencias políticas y Director del Centro para el Estudio del Gobierno y el Individuo en la Universidad de Colorado en Colorado Springs.
Los autores describen a los profesores de derecha como una "minoría estigmatizada" y tienen que utilizar "estrategias de afrontamiento que los homosexuales y lesbianas han utilizado en el ejército y otros entornos laborales inhóspitos" para ocultar su identidad política, pero advierten que "la crítica de la derecha de la universidad está en descubierto". Shields expresó su opinión de que la derecha populista puede exagerar el sesgo que existe y que los derechistas pueden tener éxito utilizando mecanismos como la titularidad académica para proteger su libertad.

## Recepción pública
Vincent Cannato (Universidad de Massachusetts en Boston) dijo que el libro ofrece una "discusión racional y clara de la academia moderna que se mantiene alejada de las polémicas y desafía los dogmas tanto de la izquierda como de la derecha". Tyler Cowen encontró el libro "sutil y estimulante" y concluyó que "lo que también aparece en este libro es la notable diversidad de pensamiento entre los que son de la llamada 'derecha intelectual'". Jason Willick de The American Interest observó que el libro "probablemente ofrece el retrato más equilibrado y constructivo de la cultura política académica hasta la fecha". Jonathan Marks (Ursinus College) describió el estudio como "el primero de su tipo" y encontró los resultados "intrigantes". Al escribir en The New York Times, Arthur C. Brooks lo llamó "un libro importante" que "da un vistazo a las vidas solitarias de extraños ideológicos en el campus moderno". El libro, dijo, apuntaba a un "problema más profundo y sutil" que "las turbas violentas del campus que apagan a los oradores de derecha y los administradores universitarios asustados que tratan a los alborotadores con guantes de niño": "la profunda alienación de los profesores que no mantienen la opinión pública dominante y, como resultado, son tratados como forasteros".

## Análisis
Se han publicado varias reseñas académicas sobre el libro.
Paul Hollander (2016) llama al libro un "estudio imparcial y juicioso", pero discrepó del proceso de selección utilizado en el estudio, señalando que los autores no se valieron de los profesores publicados en la revista Academic Questions ni de una muestra de los miembros de la Asociación Nacional de Académicos que la publica, y utilizando en cambio directorios en línea y revistas de derecha menos activas. A pesar de esta deficiencia, Hollander no tiene ningún problema con el tamaño de la muestra general ni con la amplia gama de instituciones representadas. Menciona que los autores reconocen que "la principal justificación de la subrepresentación académica de los derechistas es la dudosa idea de que los derechistas carecen de los rasgos cognitivos y psicológicos apropiados que requiere el trabajo académico, y son menos de mente abierta que los progresistas" y señala que "pocos progresistas o izquierdistas admitirían que se discrimina a los derechistas", pero que "los prejuicios anti-derecha se asemejan a otros prejuicios raciales, étnicos o sexistas que prevalecieron anteriormente, que también fueron siempre negados con vehemencia". En el libro, Shields y Dunn advierten que "también hay poca evidencia de que los derechistas carecen de otros rasgos cognitivos que el trabajo académico requiere, como la creatividad o la mentalidad abierta".
Bruce S. Thornton (2016) cuestiona cuán representativo podría ser el pequeño tamaño de la muestra de las entrevistas, citando que es el 0.01 por ciento de los "1.5 millones de profesores y 2,500 instituciones de cuatro años en los Estados Unidos" y apuntando que la retroalimentación en las entrevistas podría ser anecdótica, subjetiva o poco confiable. Está en desacuerdo con varias conclusiones de los autores. En cuanto a las afirmaciones de los autores de que el impacto de la falta de diversidad ideológica en los profesores derechistas es "exagerado" y "los derechistas pueden sobrevivir e incluso prosperar en la universidad progresista" a pesar de ser estigmatizados, Thornton califica la afirmación de "asombrosa" y contrarresta al destacar la prevalencia de protestas masivas organizadas por estudiantes durante el año anterior, videos de "estudiantes gritando y chillando a los profesores", y frecuentes ocurrencias de oradores visitantes siendo destituidos. Al mencionar la afirmación del autor de que no hay un "adoctrinamiento generalizado" de los estudiantes, Thornton dice que "los estudiantes de primer y segundo año son especialmente vulnerables" a dicho adoctrinamiento al dar ejemplos de cómo los estudiantes en su propio campus son "canalizados" a través de cursos llenos de ideología de izquierda y políticas de identidad. Él cita encuestas recientes que señalan que la mayoría (53%) de los millennials (de 18 a 29 años) ven el socialismo de manera favorable, y el 69% votaría por un socialista para presidente. Thornton elogia a los autores por su análisis de la historia académica de la eugenesia, el movimiento por los derechos civiles y que el comunismo "no deja lugar para contribuciones de derecha al progreso humano".
Bradley C. S. Watson (2016), uno de los profesores entrevistados para el estudio, simpatiza con la dificultad de los autores para encontrar sujetos para el estudio, señalando que en algunas disciplinas, como los estudios de género, no se pudo encontrar ninguno. Advirtió que los entrevistados "eran académicos particularmente activos, mucho más que el profesor promedio", pero los autores aún optaron por mantener sus identidades ocultas "porque muchos de ellos insistieron en ello". Watson observa que "los derechistas trabajan bajo lo que los progresistas podrían llamar discriminación sistémica y techos de cristal", y que muchos de ellos permanecen "en el armario" tanto antes como después de llegar a la titularidad. Está de acuerdo con los autores en que el impacto de esto en los estudiantes no es preocupante porque son "notablemente resistentes al compromiso intelectual", pero que la falta de puntos de vista de derecha hace que se pierdan un relato más rico de la experiencia humana para equilibrar la cultura populista tendenciosa. Watson considera que las conclusiones generales de los autores pueden no ser significativas dada la pequeña selección de entrevistas, y señala que los desafíos que enfrentan los autores pueden ser evidencia de lo contrario. En su refutación a una respuesta del autor Joshua Dunn, Watson concluye que "Passing on the Right se refuta a sí mismo en la medida en que insiste en que 'la crítica de la derecha a la universidad está sobredimensionada'", basándose en el bajo número de profesores de derecha encontrado para el estudio.
Robert Whaples (2016) dijo que el libro responde a la pregunta "¿Qué se siente ser un profesor de derecha o libertario en la academia estadounidense hoy?" de una "manera notablemente directa". Sobre por qué hay tan pocos derechistas en la academia, dice, "Shields y Dunn apuntan que parte del desequilibrio ideológico masivo se debe a un efecto de selección: los progresistas se sienten mucho más atraídos por la academia y es más probable que ellos ingresen a programas de doctorado que los de derecha". Pero también demuestran un sesgo significativo en la contratación y promoción de los progresistas en funciones que quieren mantener a los derechistas excluidos". Sobre cómo la ausencia de derechistas afecta la vida en el campus, dice que los autores "explican que la unilateralidad de la academia significa delitos de omisión: la falta de debates civiles, la falta de perspectivas, la falta de mentores y la falta de verificación de la realidad hacen que sea más difícil sopesar y analizar ideas en la búsqueda de la verdad. Ni la izquierda ni la derecha tienen el monopolio de la verdad. Se necesita el debate y el intercambio de ideas para descubrirla, y esta es la pérdida cuando se excluye a los de derecha".
Donald Downs (2017) elogió el libro por su "equidad y objetividad". En particular, argumenta que "los autores presentan un caso convincente de que la calidad de la investigación y el conocimiento académico se ha visto afectada por la falta de un compromiso real entre las perspectivas progresistas y de derecha que existen en el mundo más allá de las puertas cerradas de la academia". Concluye que "la necesidad de una mayor diversidad intelectual en el campus es clara, y Passing on the Right nos dice de manera convincente por qué".
Solon Simmons (2017) califica el estudio como "un libro fascinante y atractivo sobre la política de los profesores" y "una lectura obligada para cualquier persona interesada en el tema". Encuentra muchas de las historias del libro tanto "discordantes" como "reveladoras". Después de leer el capítulo sobre derechistas de clóset, dice, "incluso el progresista más comprometido podría preguntarse qué tan saludable es una situación en la que sus colegas académicos de derecha temen ser ellos mismos, con la amenaza del estigma e incluso el despido que los persigue constantemente".
Peter Wood (2017) comienza señalando el "revuelo" causado por el argumento del libro de que "los de derecha que buscan carreras académicas deben mantener la cabeza baja hasta que tengan la titularidad" y que, si se hace bien, estos pueden tener éxito. Señala que la izquierda política "ha hecho [Passing on the Right] una muestra para su caso de que las quejas de los derechistas sobre esa dominación son exageradas". Wood no está en desacuerdo con el pequeño tamaño de la muestra de profesores utilizados para el estudio, pero menciona que 127 de los 153 entrevistados estaban "protegidos de las consecuencias profesionales más graves que pueden derivarse de ser identificados con posturas no progresistas" en virtud de ser titulares. Se opone a la inclusión de profesores libertarios en el estudio, señalando que sus puntos de vista sociales reflejan puntos de vista progresistas y son más "tolerados por sus colegas progresistas". Wood describe el libro como "un consejo de complacencia", y está de acuerdo en que los derechistas pueden superar los desafíos, pero que emplear un "disfraz ideológico impone un costo profundo para un académico". Wood compara el término Passing con la estrategia empleada por otros grupos marginados conocida también como "passing".